# Fundació Privada Museu de la Moto Mario Soler
La Fundació Privada Museu de la Moto Mario Soler és una fundació sense afany de lucre (núm. de registre 2621) dedicada a la conservació i la difusió de la història i la cultura de la motocicleta, amb seu a Bassella (Alt Urgell). L'entitat gestiona dos centres museístics: el Museu de la Moto de Bassella, obert al públic l'any 2002, i el Museu de la Moto de Barcelona, inaugurat l'any 2011.
La fundació pren el seu nom de Mario Soler (1907 – 1991), col·leccionista i restaurador que va anar recuperant durant anys, al seu taller de Bassella, una gran quantitat de motocicletes històriques. El seu fill, Estanis Soler, presideix l'entitat.

## Activitat

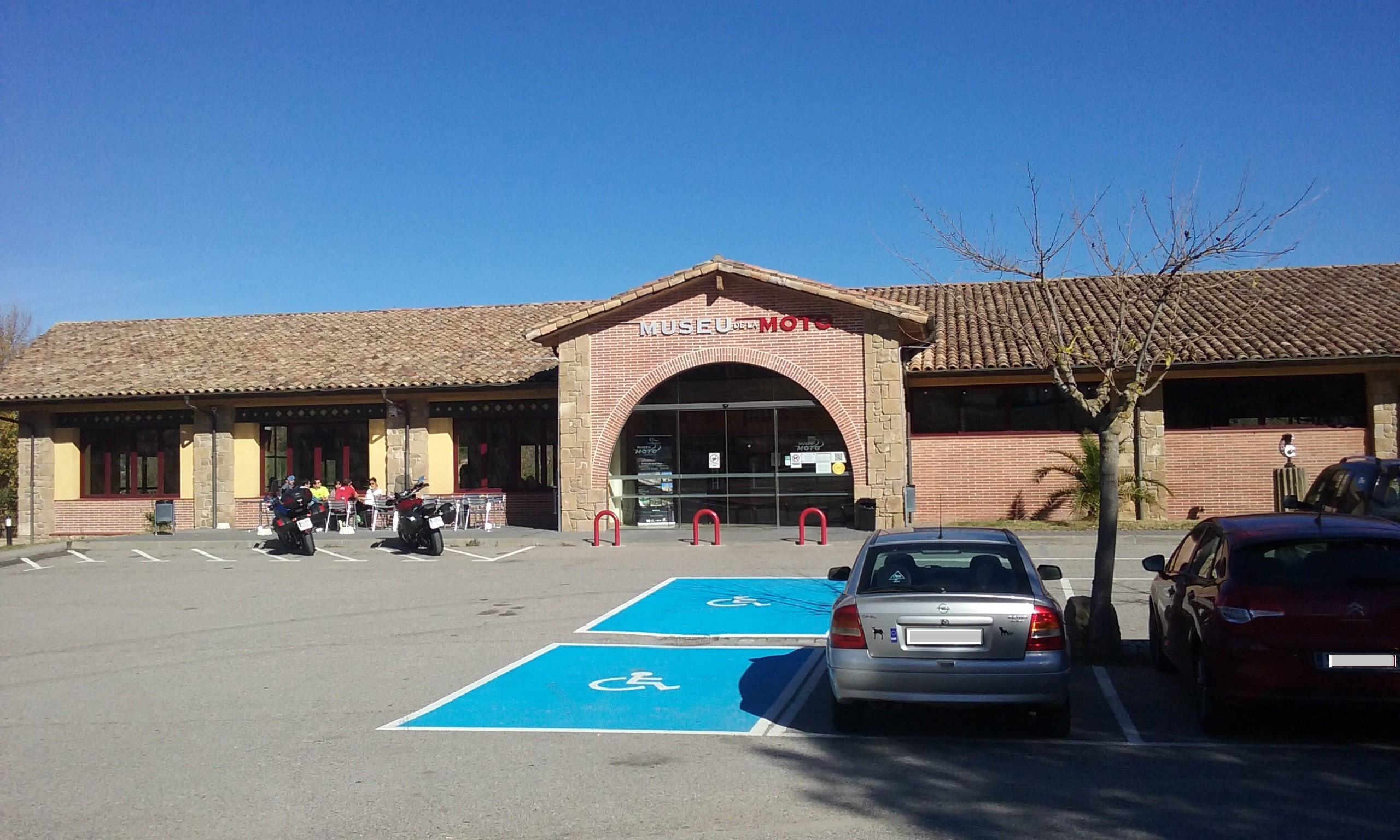
Museu de la Moto de Bassella, seu de l'entitat

La línia de treball de la Fundació se centra en el món de la motocicleta i es materialitza en les següents activitats:
- Recerca de documentació gràfica i audiovisual
- Muntatge d'exposicions, organització de conferències, col·loquis i tota mena d'esdeveniments
- Col·laboració en la catalogació de vehicles històrics i assessorament en temes de restauració i reconstrucció
- Publicació d'obres monogràfiques i elaboració de material didàctic sobre el passat industrial i la història de la moto
- Suport a nous projectes i iniciatives tecnològiques (disseny industrial, mecànica, etc.)